# باديا (قيلاب)
بادیا (بالفارسية: پدیا) هي منطقة سكنية تقع في قسم قيلاب الريفي، بمقاطعة أنديمشك التابعة لمحافظة خوزستان، إيران. يقدر عدد سكانها بـ 78 نسمة حسب الإحصاء السكاني الذي تمّ في عام 2006.